# 藤原嘉文
藤原 嘉文（ふじわら よしぶみ、1956年5月5日 - ）は大阪府大阪市出身の日本の作曲家。

## 人物
1956年大阪府大阪市生まれ。1981年東京芸術大学作曲科卒業、1984年同大学院修了。
作曲を石桁真礼生、浦田健次郎、末吉保雄、丸田昭三、黛敏郎に、ピアノを下村和子、矢代秋雄、堀江孝子に師事。
日本交響楽振興財団第4回作曲賞、Haydn Association Abruzzo Giubileo 2000 国際コンペティション、FMW 2001 in Melbourne等に入選。
相愛大学非常勤講師を経て、山梨大学教育人間科学部教授、昭和音楽大学非常勤講師を務める。
日本現代音楽協会、日本作曲家協議会、日本音楽表現学会各会員、(財)ヤマハ音楽振興会評議員、(財)音楽文化創造評議員。
山梨大学教育学部附属中学校校長。

## 主な作品
- 『巡りあう時空』〜ピアノとオーケストラのための
- 電子オルガンのための『メタモルフォシスIII』
- オーケストラの為の『メタモルフォシスIV』
- オルガンとオーケストラの為の『シンフォニア』
- 『VISION』〜ピアノのための
- 『メタモルフォシスIV』〜2台のピアノのための
- 『舞』〜3本のフルートのための
- 『謡歌（わざうた）』
- 『ドン・キホーテ』
- 『ピエロ』
- 『夢・魔王』